# Dorcatomiella sericeovariegata
Dorcatomiella sericeovariegata is een keversoort uit de familie klopkevers (Anobiidae). De wetenschappelijke naam van de soort is voor het eerst geldig gepubliceerd in 1935 door Blair.